# Peißen (Anhalt)
Peißen is een plaats en voormalige gemeente in de Duitse deelstaat Saksen-Anhalt, en maakt deel uit van de Landkreis Salzlandkreis.
Peißen telt 1.244 inwoners.